# Jolidon
Jolidon je rumunská textilní firma sídlící ve městě Kluž. Zabývá se výrobou a prodejem plavek a spodního prádla. Založil ji v roce 1993 Gabriel Cîrlig jako reakci na nedostatek tohoto zboží na rumunském trhu. Firma začínala se čtyřmi šicími stroji a vypracovala se mezi evropskou špičku ve svém oboru. Od roku 2006 se spojila se svým významným konkurentem Flacăra Cluj. V roce 2008 již uváděl Jolidon výnos 80 000 000 eur. Pro společnost pracuje okolo 2 500 zaměstnanců (údaj pro rok 2024).
Roku 1998 získala firma první zastoupení v Bukurešti, k roku 2023 se uvádí na území Rumunska 74 značkových obchodů Jolidon. V roce 2000 otevřela v Budapešti svoji první zahraniční prodejnu, následovaly pobočky v Itálii, Francii, USA a Finsku, celkem působí Jolidon ve více než šedesáti zemích. V roce 2012 spustila firma vlastní internetový obchod.
Jolidon se každoročně účastní přehlídky Salon International de la Lingerie v Paříži, kde získal ocenění za luxusní kolekci Prelude. Byly také zachyceny padělky této značky, což bylo dříve u rumunských výrobků neobvyklé.